# Centro de Detención Metropolitano Los Ángeles

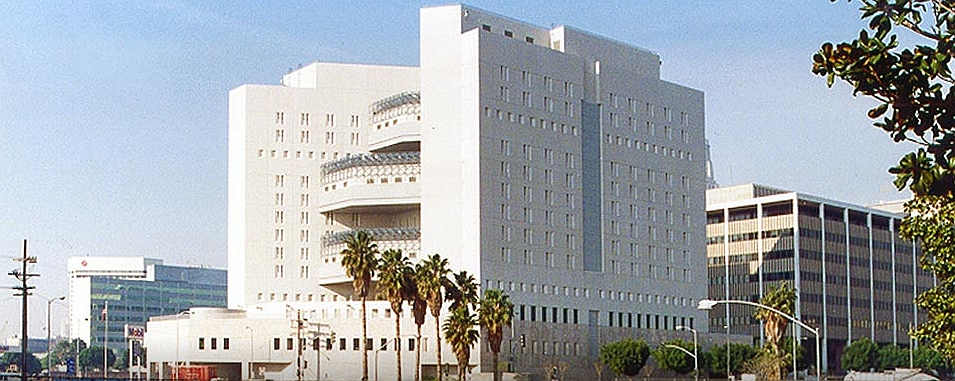
Centro de Detención Metropolitano Los Ángeles

El Centro de Detención Metropolitano Los Ángeles (Metropolitan Detention Center, Los Angeles o MDC Los Angeles) es una cárcel federal en Downtown Los Ángeles, California. Sus prisioneros aún no están condenados o están cumpliendo sentencias cortas.
Como parte de la Agencia Federal de Prisiones (BOP), se abrió en el diciembre de 1988 con 272.000 pies cuadrados de espacio y un coste de $36 millones. Antes de la apertura de MDC Los Angeles, la BOP utilizó Institución Correccional Federal, Terminal Island .

## Prisioneros notables
- Marvin McCaleb[1]
- Barry Minkow[1]
- Kevin Mitnick[1]